# Jan Wiggers

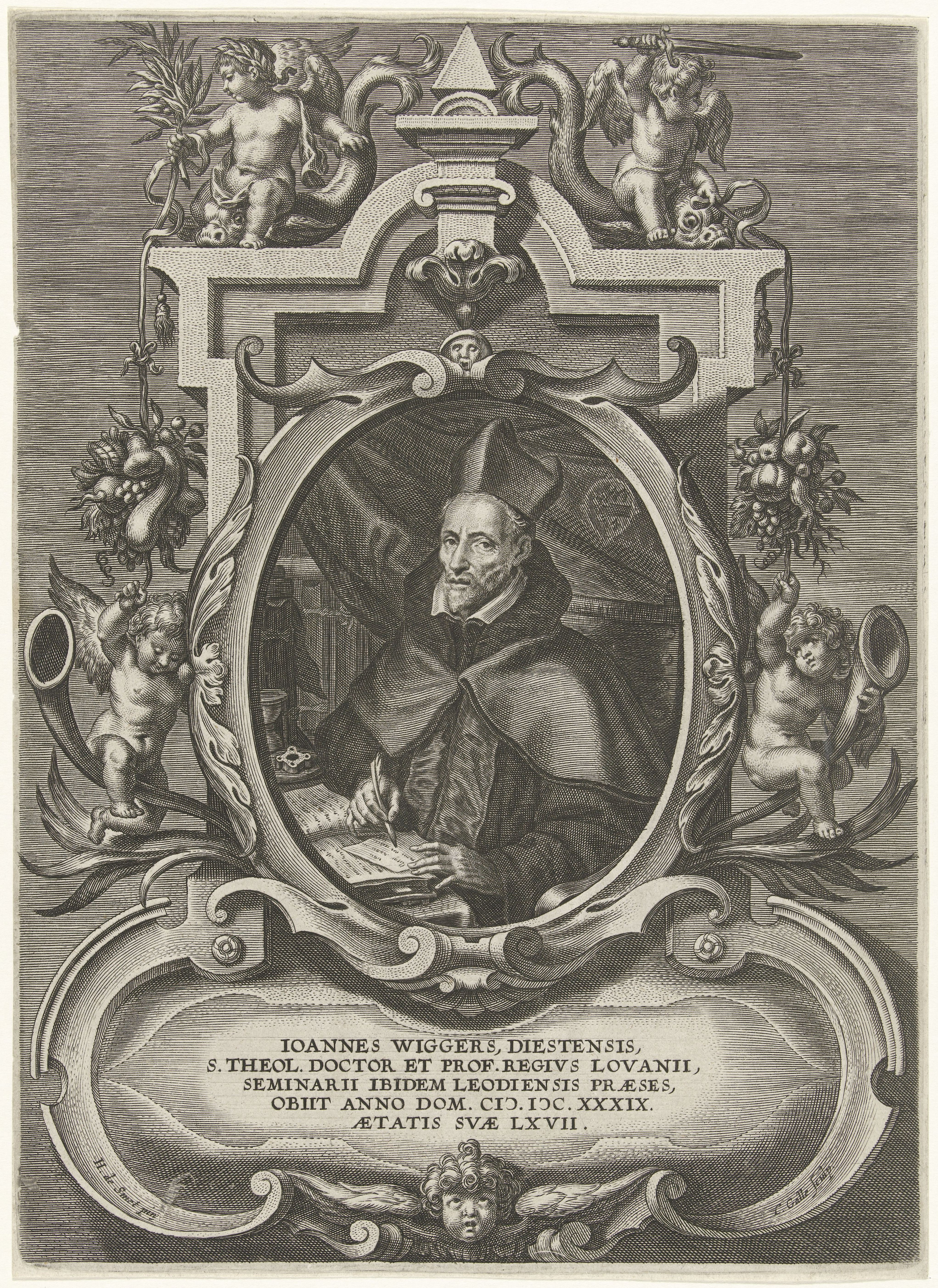
Johannes Wiggers

Jan Wiggers (Diest, 27 dicembre 1571 – Lovanio, 29 marzo 1639) è stato un giurista e teologo belga.

## Biografia
Nato a Diest, frequentò il Collegio Pontificio di Lovanio, ottenendo il dottorato in teologia; tra i suoi professori troviamo il teologo Jacques Jansonius. Si trasferì quindi a Liegi per dedicarsi all'insegnamento e, successivamente, ottenne la cattedra regia di teologia scolastica all'Università di Lovanio. Tra i suoi allievi più significativi a Lovanio vi fu Johannes Caterus (Johan Kater o de Kater, autore delle "Prime obiezioni", critica delle Meditazioni di Cartesio). 
L'opera più significativa di Wiggers è  intitolata Commentaria de jure et justitia ed include dodici trattati, di cui otto sul tema del diritto e della giustizia e i restanti quattro sulla prima parte della Summa Theologiae di Tommaso d'Aquino. I Commentaria furono oggetto di studio da parte di Antoine Arnauld e sembra siano stati utilizzati come testo di riferimento all'Università di Lovanio. Le posizioni di Wiggers sono assimilabili al tomismo ortodosso; è stata ipotizzata una sua influenza sul neo-agostinismo e sul giansenismo. François Fénelon trasse ispirazione dagli scritti di Wiggers in virtù dell'autorevolezza di cui questi godevano per argomentare la propria posizione sul tema dell'infallibilità della Chiesa.

## Opere

Commentaria de jure et justitia, 1689 (Fondazione Mansutti, Milano).

- Commentaria de virtutibus theologicis, fide, spe, et charitate
- De sacramentis commentaria
- In primam secvndae divi Thomae Aqvinatis commentaria Ionnis Wiggers diestensis S. Th. Doct. ac professoris regii in scholis pvblicis Academiae Lovaniensis
- In secvndam secvndae divi Thomae Aqvinatis De virtvtibus theologicis cvm svis annexis
- Joannis Wiggers ... Commentaria de jure et justitia ceterisque virtutibus cardinalibus, cum annexis
- Joannis Wiggers ... In primam partem D. Thom. Aquinatis commentaria de Deo Trino et Uno, de angelis, et operibus sex dierum
- Joannis Wiggers Diestensis S.T.D. ... Commentaria in tertiam partem Divi Thomae de verbo incarnato : a quaest. I. usque ad quaest. XXVI